# Annika Liehner
Annika Liehner (5 de noviembre de 2002) es una deportista suiza que compite en ciclismo en la modalidad de ruta. Ganó una medalla de plata en el Campeonato Europeo de Ciclismo en Ruta de 2022, en la prueba de contrarreloj por relevos mixtos sub-23.

## Medallero internacional
| Campeonato Europeo | Campeonato Europeo | Campeonato Europeo | Campeonato Europeo                     |
| Año                | Lugar              | Medalla            | Competición                            |
| ------------------ | ------------------ | ------------------ | -------------------------------------- |
| 2022               | Anadia (Portugal)  | Medalla de plata   | Contrarreloj por relevos mixtos sub-23 |